# USS Blackfish (SS-221)
USS Blackfish (SS-221) – amerykański okręt podwodny typu Gato, pierwszego masowo produkowanego wojennego typu amerykańskich okrętów podwodnych.